# Захарово (Павловский район)
Заха́рово — деревня в Павловском районе Нижегородской области.России. Входит в Павловский муниципальный округ.

## География
Находится в северо-западной части Приволжской возвышенности, по реке Кишме (приток Оки), в пригородной зоне города Ворсма.
На 2019 год в Захарово улиц и переулков не числится, высота центра селения над уровнем моря — 110 м.
Климат
Климат в деревне, как и во всем районе, умеренно континентальный, с холодной зимой и тёплым летом.

## История
До мая 2020 года деревня входила в состав Абабковского сельсовета. После его упразднения входит в муниципальное образование Павловский муниципальный округ Нижегородской области.

## Население
| 2002 | 2010 |
| ---- | ---- |
| 22   | ↘11  |

## Инфраструктура
Личное подсобное хозяйство.
Социальная инфраструктура в соседней деревне Комарово: детский сад, начальная школа, сельский дом культуры, Комаровская сельская библиотека, Комаровский фельдшерско-акушерский пункт, отделение почты России.[значимость факта?]

## Транспорт
Автомобильный и железнодорожный транспорт. Выезд на автодорогу Ворсма-Горбатов (идентификационный номер 22 ОП МЗ 22Н-3104). Остановка общественного транспорта «Захарово». Примерно в 2 км к северу находится железнодорожная станция Ворсма.